# Pachore
Pachore è una suddivisione dell'India, classificata come nagar panchayat, di 20.940 abitanti, situata nel distretto di Rajgarh, nello stato federato del Madhya Pradesh. In base al numero di abitanti la città rientra nella classe III (da 20.000 a 49.999 persone).

## Geografia fisica
La città è situata a 23° 41' 60 N e 76° 43' 60 E e ha un'altitudine di 408 m s.l.m..

## Società

### Evoluzione demografica
Al censimento del 2001 la popolazione di Pachore assommava a 20.940 persone, delle quali 11.060 maschi e 9.880 femmine. I bambini di età inferiore o uguale ai sei anni assommavano a 3.480, dei quali 1.884 maschi e 1.596 femmine. Infine, coloro che erano in grado di saper almeno leggere e scrivere erano 12.293, dei quali 7.516 maschi e 4.777 femmine.

## Economia
Le terre attorno a Pachore sono molto fertili e le principali colture prodotte sono il grano e la soia.